# Jo de Haan
Johannes Jo de Haan (Klaaswaal, 25 dicembre 1936 – Huijbergen, 19 aprile 2006) è stato un ciclista su strada olandese.
Professionista dal 1959 al 1966, vinse la Parigi-Tours nel 1960 e fu terzo ai campionati del mondo del 1963 e nel Giro delle Fiandre 1961; da dilettante fu anche campione nazionale in linea nel 1958.

## Carriera
Nella sua carriera de Haan ottenne in totale una quarantina di successi soprattutto in kermesse, criterium e circuiti. Oltre alla già menzionata Parigi-Tours, vinse tappe in molte brevi corse a tappe in particolare francesi, come alla Quatre Jours de Dunkerque e al Grand Prix du Midi Libre, affermandosi anche al Giro dei Paesi Bassi e, sempre nel 1960, alla Paris-Valenciennes.
Fra gli altri risultati nelle corse in linea, un quinto posto nel campionato nazionale del 1960, un settimo posto nella Liegi-Bastogne-Liegi nel 1963, un decimo nella Milano-Sanremo 1961 e un undicesimo nel Giro delle Fiandre del 1962, un ottavo posto nella Freccia Vallone 1962, il quarto posto nella Bordeaux-Parigi 1961 e il sesto posto nei mondiali del 1964.
Nelle prove a tappe, chiuse al secondo posto vincendo due tappe nel Tour de Champagne nel 1959, vinse il Tour de l'Oise e fu sesto nel Giro di Germania nel 1960 e quarto nella Roma-Napoli-Roma 1961. Partecipò a tre Tour de France senza brillare particolarmente; nel 1961 fu comunque quarto nella quarta tappa, secondo nella sesta tappa, sesto nella undicesima nel 1964 e quinto nell'ottava frazione nel 1965.
Chiuse la sua carriera prematuramente nel 1966 a causa di un grave infortunio al tendine d'achille

## Palmarès
- 1956 (dilettanti)

2ª tappa Ronde van Brabante
- 1958 (dilettanti)

Campionati olandesi, Prova in linea
Dwars Door Gendringen
1ª tappa Ronde van Barbante
3ª tappa Tour de la Province de Namur
5ª tappa Tour de la Province de Namur (Haversin > Meux)
- 1959 (Magneet-Vredestein & Rapha-Gitane, cinque vittorie)

Grand Prix Flandria
Circuit du Cher
7ª tappa Tour de l'Ouest (Saint-Brieuc > Saint-Malo)
2ª tappa Tour de Champagne (? > Charleville-Mézières)
3ª tappa Tour de Champagne (Charleville-Mézières > Épernay)
- 1960 (Simca & Rapha-Gitane, cinque vittorie)

Parigi-Tours
Paris-Valenciennes
1ª tappa Tour de l'Oise (Creil > Compiègne)
Classifica generale Tour de l'Oise
- 1961 (Acifit & Saint-Raphaël, sei vittorie)

Grand Prix d'Isbergues
De Drie Zustersteden
Circuit de la Vienne
2ª tappa 2ª semitappa Gran Premio Ciclomotoristico (Teramo > Pescara)
5ª tappa 2ª semitappa Giro dei Paesi Bassi (Helmond > Helmond)
4ª tappa Tour du Nord (Anzin > Roubaix)
- 1962 (Gitane, tre vittorie)

2ª tappa Quatre Jours de Dunkerque (Dunkerque > Dunkerque)
3ª tappa Grand Prix du Midi Libre (Montpellier > Carcassonne)
2ª tappa Vuelta a Levante (Vinaròs > Valencia)
- 1964 (Televizier, una vittoria)

2ª tappa Quatre Jours de Dunkerque (Boulogne-sur-Mer > Dunkerque)

### Altri successi
- 1956 (dilettanti)

Ronde van Made
Criterium di Terneuzen
Criterium di Oud Beijerland
Criterium di Etten
Criterium di Dodewaard
Criterium di Papendrecht
- 1957 (dilettanti)

Criteriumd i Puttenshoek
Wyde Worner (con il Club Le Champion)
- 1958 (dilettanti)

3ª tappa, 2ª semitappa Olympia's Tour (cronosquadre)
Criterium di Gendrigen
Criterium di Welberg
- 1959 (Magneet-Vredestein & Rapha-Gitane)

Kermesse di Haacht
Criterium di Rijen
- 1960 (Simca & Rapha-Gitane)

Challenge de France
Kermesse di Lommel
Criterium di Zandvoort
Criterium di Hoepertingen
Criterium di Saintz-Nazaire
- 1961 (Acifit & Saint-Raphaël)

Kermesse di Zwevezele
Criterium di Ypres
Criterium di Sint-Truiden
Criterium di Helmond
- 1962 (Gitane)

Kermesse di Lommel
- 1963 (Puegeot)

Kermesse di Wavre
Criterium di Sint Jansteen
- 1964 (Televizier)

Criterium di Ede
Criterium di Eede
Criterium di Sint-Willebrord
- 1965 (Televizier)

Criterium di Dinteloord
- 1966 (Televizier)

Kermesse di Grobbendonk
Criterium di Opwijk

## Piazzamenti

### Grandi Giri
- Tour de France

1961: ritirato
1964: 60º
1965: 77º

### Classiche monumento
- Milano-Sanremo

1960: 98º
1961: 10º
- Giro delle Fiandre

1960: 27º
1961: 3º
1962: 11º
- Parigi-Roubaix

1961: 71º
1965: 23º
- Liegi-Bastogne-Liegi

1960: 35º
1963: 7º

### Competizioni mondiali
- Campionati del mondo

Reims 1958 - In linea: 51º
Zandvoort 1959 - In linea: 17º
Sachsenring 1960 - In linea: ritirato
Ronse 1963 - In linea: 3º
Sallanches 1964 - In linea: 6º